# Тхагапш
Тхага́пш (адыг. Тхьэгъапшъ) — аул в Лазаревском районе муниципального образования город-курорт Сочи Краснодарского края. Административный центр Кировского сельского округа.

## География

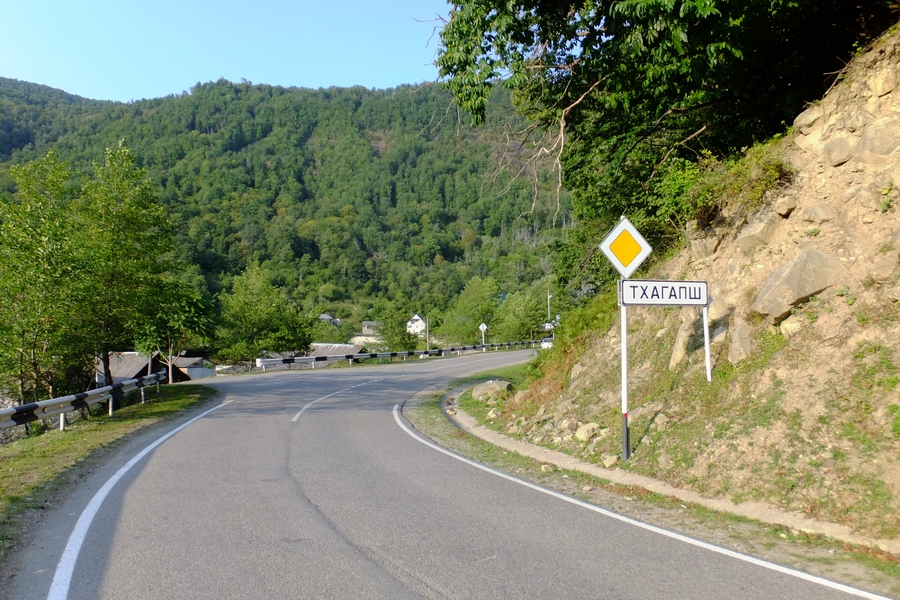
Поворот перед въездом в аул

Аул расположен в центральной части Лазаревского района Большого Сочи, на правом берегу реки Псезуапсе, в 18 км от устья реки. Находится в 16 км к северо-востоку от посёлка Лазаревское, в 84 км к северо-западу от Центрального Сочи и в 242 км к югу от города Краснодар (по дороге).
Граничит с землями населённых пунктов: Татьяновка и Алексеевское на западе, и Марьино на юго-востоке. В составе аула выделяется микрорайон Ходоники, расположенное в западной части аула между реками Псезуапсе и его притоком Хекуай.
Вдоль аула проходит автодорога — 03К-459, ведущая по ущелью реки Псезуапсе от посёлка Лазаревское в село Марьино.
Аул расположен в горной зоне причерноморского побережья у подножья хребтов Бгышу и Нихетх. Рельеф местности в основном гористый, склоны хребтов и гор покрыты густым смешанным субтропическим лесом. Средние высоты на территории аула составляют 450 метров над уровнем моря. Колебания относительных высот в окрестностях аула значительны и составляют около 300 метров. К югу от аула расположена высшая точка местности — гора Чхачетх (654 м). Также имеются различные карстовые пещеры.
На территории сельского поселения развиты серо-лесные почвы с плодородным горным чернозёмом, благодаря которому в ауле хорошо произрастают различные субтропические культуры. Само поселение окружено каштановыми лесами и плантациями орешника-фундука.
Гидрографическая сеть представлена бассейном реки Псезуапсе. К востоку от аула в него справа впадает река Бжижу (Ныгыш), далее вниз у западной окраины в него впадает река — Хекуай. Также в пределах аула в Псезуапсе впадают три речки справа и две слева. На Псезуапсе и её притоках расположены несколько водопадов и порогов различной величины. Особенно примечательны водопады и пороги на притоке Бжижу.
Климат на территории аула влажный субтропический. Среднегодовая температура воздуха составляет около +13,5°С, со средними температурами июля около +24,0°С, и средними температурами января около +6,0°С. Среднегодовое количество осадков составляет около 1400 мм. Основная часть осадков выпадает в зимний период.

## Этимология
Название аула в переводе с адыгейского языка означает — «Божьи воды». Из-за искажённости многих адыгских топонимов при транскрипции на русский язык, ныне существуют также и иные теории относительно происхождения названия аула.
Так согласно Дж. Н. Кокову, этимология слова Тхагапш, как и многие адыгские топонимы населённых пунктов, восходят к родовым фамилиям. Иначе говоря, Тхагапш в переводе означает «селение Тхагапшевых».

## История
До прихода русских войск здесь был аул адыгов, выселенных после Кавказской войны в Османскую империю в ходе мухаджирства. В результате долина реки Псезуапсе опустела на несколько лет.
В 1866-1874 годах на горной поляне, называемой в русских источниках — Раушхатам (адыг. Раущхьэтам) и Божьи Воды, размещался штаб 1-го Кавказского линейного батальона и одна из его рот. Целью войск было полное и окончательное вытеснение из труднодоступных горных укрытий остатки черкесского населения.
В декабре 1869 года место расквартирования войск получила статус населённого пункта и стало официально именоваться селением — Божья Вода. Такое название местности произошло от аналогичного адыгского названия местности, которые считали родниковую воду бьющей из под одной из местных гор священной.
В 1872 году в селе уже проживало 345 человек, в основном военные и их семьи. В 1880-х годах войсковые роты были расформированы, после чего служившие в нём люди оставили село и ушли.
Тогда же в селение начали возвращаться остатки местных жителей продолжавших скрываться в горах. Постепенно сюда переселились также несколько семей из долины реки Аше.
В 1891 году в селе проживало 105 жителей (16 дворов). А по данным на 1920 год в селе числилось 18 дворов с общей численностью населения в 175 человек.
По ревизии на 1 января 1917 года село Божьи Воды числилось в составе Туапсинского округа Черноморской губернии. С 26 апреля 1923 года село Божьи Воды входило в состав Лазаревской волости Туапсинского района Северо-Кавказского края.
В 1924 году селение Божьи Воды включено в состав Шапсугского национального района, в составе одноимённого сельсовета первоначально.
В 1935 году селение Божье Воды переименовано в аул имени Кирова, в честь советского политического деятеля Кирова Сергея Мироновича.
В конце 1930-х годов многие аульчане были репрессированы и высланы в Казахстан. В память об этом трагическом событии, по инициативе аульчан, в 1996 году в центре селения была открыта стела с фамилиями 160 его жителей.
В 1945 году с реорганизацией Шапсугского района, аул включён в состав образованного на его месте Лазаревского района.
В 1961 году при включении Лазаревского района в состав города Сочи, аул Тхагапш был передан в состав Туапсинского района.
В 1965 году Тхагапш передан в состав Кировского сельского округа Лазаревского района города-курорта Сочи.
Согласно Всесоюзной переписи 1989 года, в ауле числилось 146 жителей.
В соответствии с Указом Президиума Верховного Совета Российской Федерации от 1 марта 1993 года, аул имени Кирова был переименован в аул Тхагапш.

## Население
| 2002 | 2010 |
| ---- | ---- |
| 151  | ↗167 |

Национальный состав
По данным Всероссийской переписи населения 2010 года:
| Народ   | Численность, чел. | Доля от всего населения, % |
| ------- | ----------------- | -------------------------- |
| адыги   | 131               | 78,4 %                     |
| русские | 29                | 17,4 %                     |
| другие  | 7                 | 4,2 %                      |
| всего   | 167               | 100 %                      |

По данным Всероссийской переписи населения 2021 года:
| Народ             | Численность, чел. | Доля от всего населения, % |
| ----------------- | ----------------- | -------------------------- |
| Адыги (Черкесы)   | 125               | 52,97 %                    |
| Русские           | 17                | 7,20 %                     |
| другие/не указано | 94                | 39,83 %                    |
| всего             | 236               | 100,0 %                    |

## Ислам

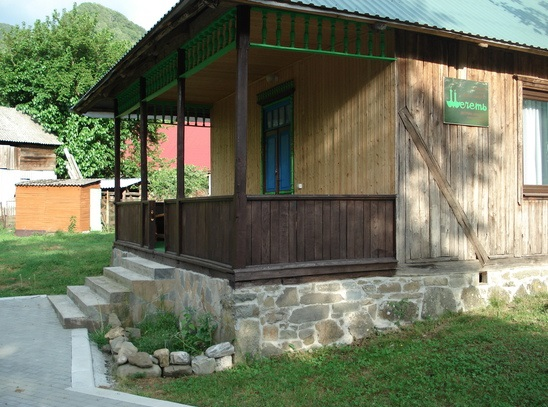
Деревянная мечеть аула

До недавнего времени мечеть аула Тхагапш являлась единственной действующей мечетью на территории города-курорта Сочи. Однако ныне на стадии возрождения и строительства находятся несколько мечетей в других адыгских аулах муниципального образования.
До завершения Кавказской войны на месте современного аула имелось несколько мечетей, которые были разрушены при наступлении царских войск. В 1890 году при повторном заселение адыгами аула, была основана новая мечеть которая была построена из хвороста и глины.
В конце XIX века была построена новая деревянная мечеть. При мечети работало медресе, куда приезжали учиться и из других аулов Причерноморья.
В 1930 году при начале атеистической политики в СССР, мечеть была переоборудована в склад, а затем закрыта.
В 2010 году старинную деревянную мечеть конца XIX века закончили ремонтировать, и была вновь открыта спустя 70 лет после закрытия.

## Образование
В ауле отсутствуют образовательные учреждения. Ближайшие средняя и начальная школы расположены в посёлке Лазаревское.

## Здравоохранение
- Фельдшерско-акушерский пункт — ул. Ровная, №33.

## Культура
- Дом культуры
- Музей быта и культуры адыгов-шапсугов.

Общественно-политические организации: 
- Адыгэ Хасэ
- Совет Старейшин

## Достопримечательности
- Аульская мечеть
- Памятник жертвам политических репрессий
- Каменный завал
- Водопады на Псезуапсе и её притоках
- Пещера Тигровая в верховьях реки Хекуай
- Тхагапшский мост
- Форелевое хозяйство «Джэнэт»
- Водопад «Игристый»

## Экономика
Как и в других населённых пунктах горной зоны Причерноморья, основную роль в экономике аула играет садоводство. В окрестностях аула имеются несколько садоводческих некоммерческих хозяйств, выращивающих различные субтропические культуры. Выше в горах сохранились, заброшенные и заросшие со времён Кавказской войны — Старые Черкесские Сады. У микрорайона Ходоники расположено крупное пасечное хозяйство. Важную роль для аула играют также разведение крупного и мелкого рогатого скота.
В сфере туризма в основном развит эскурсионно-познавательный туризм. В ауле имеется этнографический музей посвящённый жизнью и быту причерноморских адыгов. Среди туристов наиболее популярен маршрут ведущий к Каменному завалу, недалеко от впадения реки Бжижу (Ныгыш) в Псезуапсе.

## Улицы
В ауле всего две улицы — Ровная и Черёмуховая, и два переулка — Кристальный и Целебный.

## Галерея

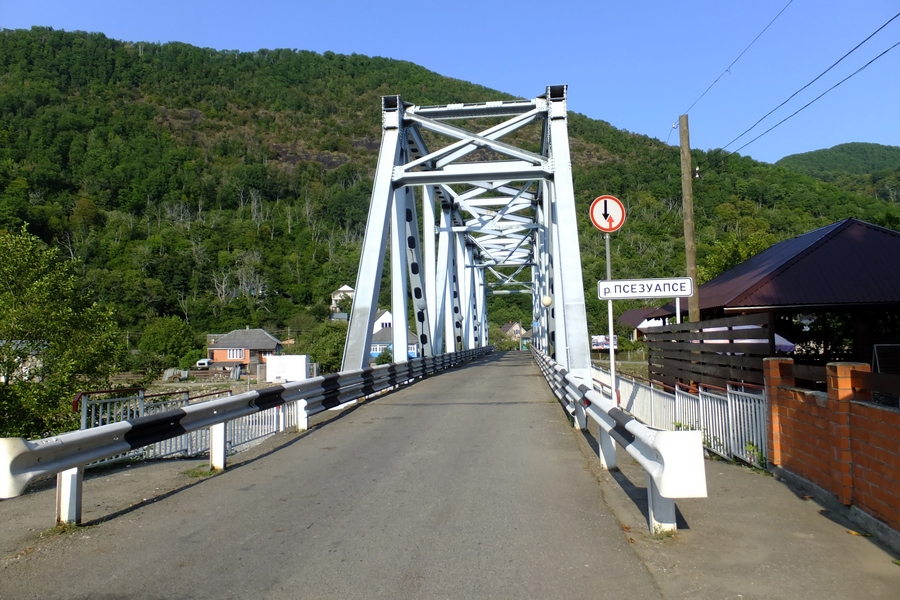
Мост перед въездом в аул
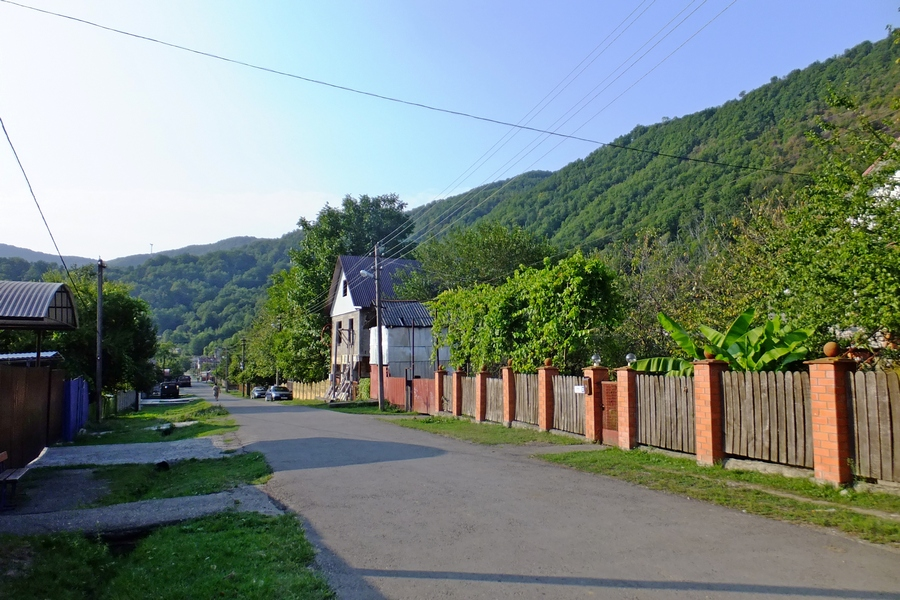
Одна из улиц аула
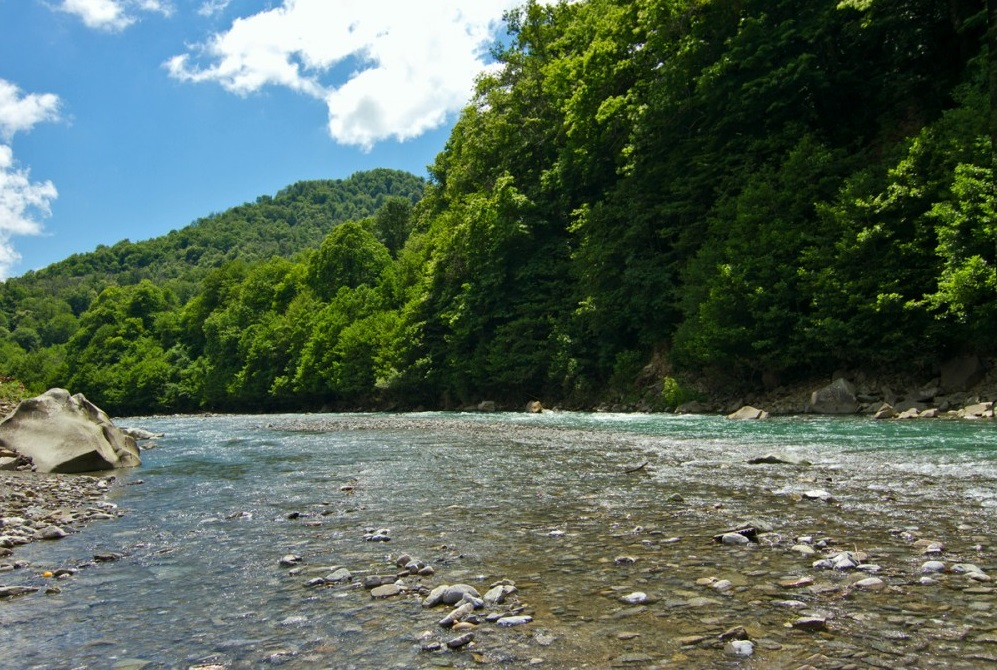
Река Псезуапсе у аула
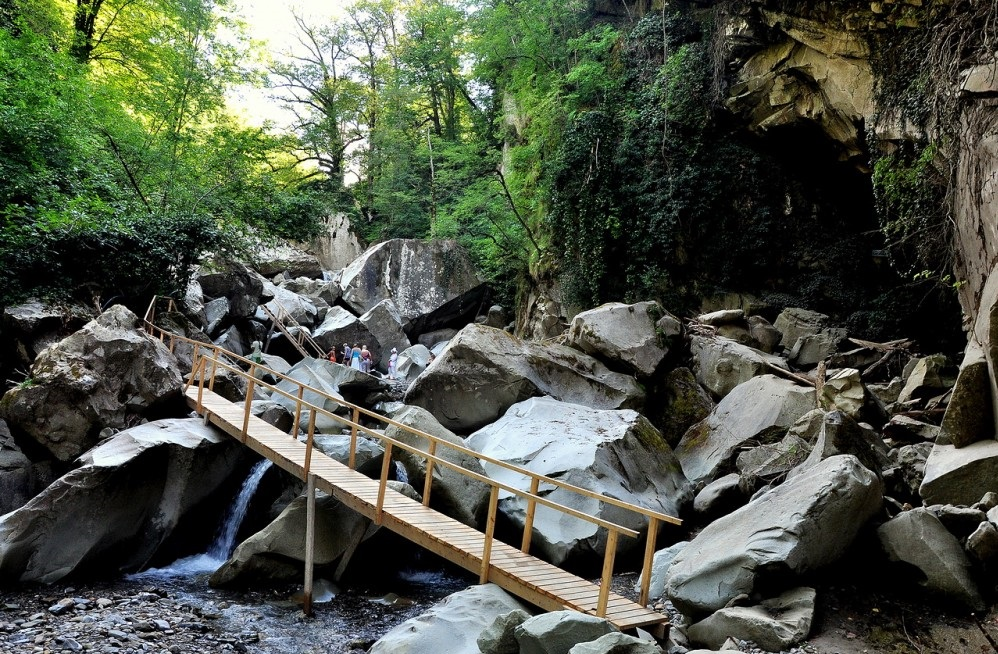
Каменные завалы на реке Бжижу
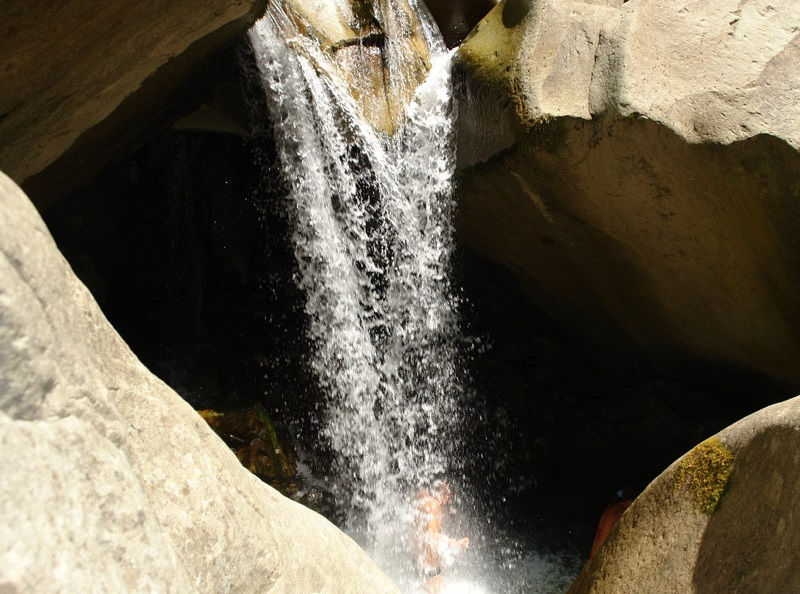
Один из водопадов на Каменном завале